# Jean Tannery
Pour les articles homonymes, voir Tannery.
Jean Tannery, né le 31 décembre 1878 à Paris et mort le 7 juillet 1939 à Paris, est un haut fonctionnaire français. Il est Gouverneur de la Banque de France de 1935 à 1936. 

## Biographie

### Jeunesse et études
Jean Tannery naît le 31 décembre 1878 dans une famille d'enseignants normaliens. Son père, Jules Tannery, dirige un département de recherche de l'École normale supérieure de la rue d'Ulm.
Il est élève à partir de 1890 au lycée Henri-IV et s'oriente vers les disciplines littéraires. Il obtient son baccalauréat littéraire à l'âge de 17, puis est admis en classes préparatoires littéraires. Il y étudie la philosophie sous Henri Bergson. Échouant au concours de l'école, il se dirige vers des études de philosophie et obtient une licence de philosophie en 1898, puis s'inscrit en faculté de droit où il obtient une licence de droit.

### Carrière professionnelle
Tannery obtient un poste d'attaché au cabinet de Pierre Baudin, ministre des Travaux publics et ami de son père, en décembre 1901. Il le conserve auprès de lui lorsqu'il redevient député, Tannery devenant collaborateur parlementaire. 
Lorsque Baudin devient rapporteur général de la commission du budget à la Chambre des députés en 1905, Tannery devient son conseiller à l'économie et rédige pour lui des notes et des discours sur le sujet. 
La reconnaissance de son travail auprès du député lui permet d'être nommé, en août 1906, chef adjoint du secrétariat du parquet de la Cour des comptes. Après une mission d'organisation, il devient conseiller référendaire à la Cour des comptes.
Durant la Première Guerre mondiale, l'expertise reconnue de Tannery sur les sujets d'économie et de géoéconomie lui valent d'être nommé, au sein de l'État-Major des Armées, comme chargé de la guerre économique contre l'Allemagne. Il y est surnommé le « général de la guerre économique », et collabore avec Frédéric François-Marsal.
Il est nommé directeur général de la Comptabilité publique de 1923 à 1925, directeur général de la Caisse des dépôts et consignations de 1925 à 1934 et Gouverneur de la Banque de France de 1935 à 1936,. De 1937 à sa mort en juillet 1939, il est président du conseil d'administration de la banque de l'Union parisienne.
Il meurt le 7 juillet 1939. Ses obsèques ont lieu à l'église Saint-François-de-Sales. Il est inhumé au cimetière du Montparnasse. 

## Distinctions
- Officier d'académie
- Grand officier de la Légion d'honneur (1933)